# Berkenridderzwam
De berkenridderzwam (Tricholoma fulvum) is een paddenstoel uit het geslacht Tricholoma ofwel ridderzwam. Hij is ectomycorrhizavormend en leeft meestal samen met (de wortels van) berken (Betula) en soms eiken (Quercus). In Nederland en België is de berkenridderzwam vrij algemeen. Hij staat niet op de rode lijst en is niet bedreigd.

## Kenmerken

### Uiterlijke kenmerken
Hoed
De hoed is 4 tot 10 cm breed, gewelfd als hij jong is, maar spreidt zich snel en wordt uiteindelijk schaalvormig. Hij kan een slecht ontwikkelde umbo hebben. Het oppervlak is glad, donker roodbruin tot geelbruin en in het midden vaak donkerder van kleur. De hoedrand is vaak meer geelachtig bruin gekleurd. De hoedhuid is afpelbaar en, als hij nat is, slijmerig tot vettig. Droog is het oppervlak glanzend en netvormig vezelig. De rand van de hoed is meestal min of meer breed geribbeld.
Lamellen
De overvolle, vrij brede lamellen zijn rond of bol aan de steel. Ze zijn geelwit van kleur als ze jong zijn, later zijn ze bezaaid met roestbruine vlekjes. Vooral de gladde randen zijn bruin gemêleerd of hebben een geheel bruine rand. Het sporenpoeder is wit.
Steel
De dikwijls enigszins spoelvormige steel is 5 tot 13 cm lang en 0,7 tot 2 cm breed en kan een bewortelde basis hebben. Hij is witachtig van kleur maar bedekt met bruine lengtevezels. De volle steel is in het begin ook vettig en wordt hol naarmate hij ouder wordt. Het steelvlees is meer of minder geel gekleurd. 
Geur en smaak
Het ruikt melig en smaakt melig tot bitter.

### Microscopische kenmerken
De breed elliptische sporen zijn 5-7 µm lang en 4-5 µm breed.

## Verspreiding

Europese verspreiding

De berkenridderzwam is verspreid over het hele noordelijk halfrond. Hij komt voor in Noord-Amerika, Noord-Azië (Siberië, Kamtsjatka, Japan) en Europa. De zwam is in ten minste Noord-, West- en Midden-Europa vrij algemeen. Het leefgebied strekt zich daar uit van het Middellandse Zeegebied tot in het noorden van Fennoscandinavië.